# Carl Otto von Dallwitz
Johann Carl Otto von Dallwitz (* 17. oder 21. April 1791 Mahla bei Torgau; † 31. Dezember 1872 in Dresden) war ein sächsischer Offizier, Divisionskommandeur und Ehrenbürger der Stadt Leipzig.

## Leben
Carl Otto von Dallwitz entstammte dem Adelsgeschlecht von Dallwitz und war ein Sohn des Johann Ferdinand von Dallwitz (1730–1795), ab 1772 Herrn auf Mahlen (= Mahla bei Torgau), kursächsischen Rittmeisters a. D., und der Christiane Erdmuthe, geb. von Preuß aus dem Hause Bennewitz (* 28. Februar 1753 in Bad Liebenwerda, † vor 1824), Tochter des königlich polnischen und kurfürstlich sächsischen Kammerjunkers Thymo Heinrich von Preuß und der Catharina Wilhelmine, geb. von Geusau.
Er trat inmitten der Napoleonischen Kriege in die sächsische Armee ein und wurde zunächst am 20. Oktober 1809 zum Souslieutenant beim Kursächsischen Infanterieregiment No. 2 vac. Niesemeuschel ernannt. Er durchlief in den folgenden Jahren eine gewöhnliche militärische Laufbahn und erreichte am 9. Juni 1813 den Rang eines Premierlieutenants im Infanterie-Regiment „Prinz Maximilian“. In den folgenden Jahren wurde er in das elitäre Leib-Regiment versetzt und erlebte in dieser Eigenschaft am 28. November 1823 die Beförderung zum Capitain. Er verrichtete die nächsten Jahre u. a. bei der 1. Kompanie des 1. Linien-Infanterie-Regiments „Prinz Albert“ und wurde am 11. Mai 1837 zum Kommandanten der Kommunalgarde in Leipzig ernannt, wobei er zeitgleich für seine dortigen Verdienste zum 11. Ehrenbürger der Stadt Leipzig ernannt wurde. Noch im selben Jahr erfolgte am 26. Dezember 1837 seine Beförderung zum Major der Infanterie. Er verrichtete die weiteren Jahre als Bataillonskommandeur des III. Bataillons im Linien-Regiment „Prinz Albert“ und wurde am 14. Dezember 1842 zum Kommandanten der Garde-Division in Dresden ernannt. In dieser Eigenschaft erfolgte am 26. Oktober 1843 seine Beförderung zum Oberstleutnant, wobei einige Jahre später am 9. Dezember 1847 seine Beförderung zum Oberst erfolgte. Am 14. Dezember 1848 schied er unter Genehmigung seines Abschiedsgesuches aus dem aktiven Heeresdienst aus.
Dallwitz vermählte sich am 30. Juni 1825 in Zittau mit Ottilie Thomaschcke (Tomaschke), mit der er den Sohn Bruno bekam (* 16. September 1834).